# 杉原勇武
杉原 勇武（すぎはら いさむ、1985年11月10日 - ）は、日本の俳優である。東京都出身。東京都立三鷹高等学校卒業。日本体育大学卒業。身長172cm。体重56kg。

## 来歴
- 日本体育大学卒業。
- 倉田プロモーション在籍中、倉田保昭と千葉真一が初対決した映画『マスター・オブ・サンダー 決戦!!封魔龍虎伝』にて倉田氏の一番弟子のイサム役に抜擢され映画デビュー。

## 人物
- 日本体育大学卒業。アクションを得意としている。
- 最初にアクションを始めたきっかけは部活気分であった。
- 担担麺が大好物で3食担担麺の日もあるほど。
- 舞台 「逆転裁判〜逆転のスポットライト〜」では本人の役（荷星三郎）の変身後（トノサマン）のスーツアクターを自分でやると積極的に名乗り出たという程のアクションが好き。
- ドラゴンボールが大好き。特にベジータに憧れをもっており、高校生時代はベジータがプリントされたTシャツを毎日着ていた。その憧れがきっかけでアクションを始めたとも言われる。
- 教育職員免許状・健康運動指導士・SAJ（全日本スキー連盟）認定スキーGrade2・NAUI認定スクーバーダイバー等多数資格もっている。

## 映画
- 『劇場版 忍者じゃじゃ丸くん』 柴田愛之助監督- じゃじゃ丸役(主演)
- 『ゴーストスクワッド』 井口昇監督- ヨウスケ役
- 『スレイブメン』 井口昇監督- 赤沼正平役
- 『新宿スワン 2』 - ウィザード
- 『劇場版横浜見聞伝スター☆ジャン』  MOKU監督-ロイヤルブリザード/吹雪役
- 『シマウマ』 橋本一監督-サトシ役
- 『Miss Fortune』 水落豊監督-客役
- 『テコンドー魂〜Rebirth〜』 香月秀之監督-板垣竜馬役
- 『赤×ピンク』- 武史役
- 『笑うサラリーマン』 鈴村正樹監督-北村拓海役(主演)
- 『グレイトフルデッド』- ヤンキー役
- 『6月6日』 伊藤達也役(主演)
- 『HO〜欲望の爪痕〜』 柴田愛之助監督-高野役(友情出演)
- 『フジミ姫〜あるゾンビ少女の災難〜』 菱沼康介監督-阿部昌弘役
- 『Moon Dream（ムーンドリーム）』 ボビー・オロゴン監督-警察官役
- 『LIP STICK リップスティック』 柴田愛之助監督-チャラ警役(友情出演)
- 『タイガーマスク』 - ムー役
- 『アサシン』 小原剛監督-レオパード役 小原剛監督
- 『喧嘩番町-全国制覇-』 - 深堀鉄也役
- 『HITCH-HIKE ヒッチハイク』 柴田愛之助監督-コンビニ店員役(友情出演)
- 『必殺!キャバ嬢』 石井良和監督-高橋勇太役
- 『AVN』 千葉誠治監督-忍役
- 『WEEK END ウィークエンド』 石井良和監督-秋吉徳次役
- 『安那与武林〜風雲!格闘王〜』 葉偉民監督（香港）
- 『本当にあった怖い話』-勇二役
- 『呪いの事件簿』-坂本淳役
- 『凶という名の極道』 辻裕之監督-真鍋洋平役
- 『マスター・オブ・サンダー 決戦!!封魔龍虎伝』 谷垣健治監督-イサム役

## テレビ
- 『GO！GO!九ちゃんフィッシング』（東京MXTV） -毎週土曜日朝8:30より放送 -
- 『仮面ライダーゴースト』（テレビ朝日） - 手島役 （第39話ゲスト）
- 『横浜見聞伝スター☆ジャン』（テレビ神奈川） - ロイヤルブリザード/吹雪役 MOKU監督
- 『HiGH&LOW〜THE STORY OF S.W.O.R.D.〜』（日本テレビ） - 山王連合会
- 『BADBOYSJ』（日本テレビ） - Nights（第5話ゲスト）
- 『アルカナショートムービー〜分身3D〜』（BSスカパー!） 山口義高監督
- 『ATARU』木村ひさし演出（TBS） - 犯人役（第7話ゲスト）
- 『悪夢のドライブ』（BS朝日） - 安藤竜也役
- 『闇金ウシジマくん』（毎日放送） - 稲葉役（第3・4・5話ゲスト）
- 『臨死!!江古田ちゃん』（毎日放送） - イケメン役
- 『カルテット』（毎日放送） - スプーンプッシャー役
- 『密着!男と女の愛憎（秘）探偵ファイル』（BeeTV） - 山崎雄太役
- 『港古志郎警視』（BSフジ） - 俳優役

## PV
- KNOCK OUT MONKEY『OH, NO』
- PlayStation Vita用ソフト『UPPERS (アッパーズ)』プロモーション映像
- 中島みゆき『一期一会』
- LOST IN TIME『然様ならば』

## テレビCM
- 仮面ライダー シティウォーズ「TRKを決めろ！篇」
- ニッポンレンタカー「レンタカーにも、品質がある。篇」
- サンセリテ「グルコサミンMPB」
- イワタニ「富士の湧水」
- アイデム「JOBaidem Running篇」
- 花王「エコナ」

## 舞台
- 『逆転検事〜逆転のテレポーテーション〜』（全労済ホールスペース・ゼロ）-天間椿役
- 『人狼 ザ・ライブプレイングシアター × 宇宙兄弟』（シアターサンモール）-嵐柴一元役
- 『人狼 ザ・ライブプレイングシアター × 新撰組外伝 〜払暁の狼〜』（全労済ホールスペース・ゼロ）-斎藤一役
- 『人狼 ザ・ライブプレイングシアター × 新撰組 〜壬生村の狼 赤誠の巻〜 千秋楽』（CBGKシブゲキ!!）-斎藤一役
- 『人狼 ザ・ライブプレイングシアター × PSYCHO-PASS サイコパス』（シアターサンモール）-灰音宙軌役
- 『お月様へようこそ』（ショッパーズ新浦安市民プラザ）-ジョン・パトリック・シャンリィ作
- 『人狼 ザ・ライブプレイングシアター #18:MISSION II The Buggy Job』（萬劇場）-サイファ役
- 『SEPT pleasant party night!!!! Vol.3!!! 〜STAND UP!! パズルのピース〜』（青山「Future SEVEN」）-圭人役
- 『人狼 ザ・ライブプレイングシアター × 新撰組 〜壬生村の狼 至誠の巻〜』（CBGKシブゲキ!!）-斎藤一役
- 『D.C.top-hatプロデュース公演vol.1 「イロノナイセカイ」』（中野MOMO）-トキ役 主演
- 『幕末奇譚 SHINSEN5〜外伝〜』（銀座博品館劇場）-武市半平太役
- 『ソラリネ。＃11 「歓喜の歌」』（上野ストアハウス）-高梨進役 主演
- 『人狼 ザ・ライブプレイングシアター 1周年記念公演 #07:CASTLE 月虹に浮かぶ城』（相鉄本多劇場）-斎藤一役
- 『逆転裁判〜逆転のスポットライト〜』（六行会ホール）-荷星三郎（大江戸戦士トノサマン）役
- 『人狼 ザ・ライブプレイングシアター × 新撰組 〜壬生村の狼〜』（吉祥寺シアター）-斎藤一役
- 『SNOW PRINCESS』（全労済ホールスペース・ゼロ）-シンク役
- 『東京グランドアンサンブル×Dance company artCORE DIVA』（練馬文化センター大ホール）-レイ役
- 『Book Gallery-グリムの森-』（GEKIBA）-かえるの王さま役（ゲスト出演）
- 『ソラリネ。＃1.5 「ニンギョヒメ」』（上野ストアハウス）-リンネ役
- 『Michelle〜いるといないは天と地〜』（赤坂レッドシアター）-作・演出/TARAKO
- 『Yell〜たとえ君に届かなくても〜』（東京芸術劇場）-八木洋一役 主演
- 『in my life』（赤坂レッドシアター）-作・演出/TARAKO
- 『TEN COUNT〜秋の章〜』（俳優座劇場）
- 『Signal〜三心三色〜』（赤坂レッドシアター）-作・演出/TARAKO
- 『セピア色した風の中で〜海援隊士物語〜』（SPACE 107）-千屋寅之助役
- 『Magic〜そこにいてもいなくても〜』（シアターV赤坂）-作・演出/TARAKO

## イベント
- 『人狼 ザ・ライブプレイングシアター in ニコファーレ -RHAPSODY-』（ニコファーレ）-サイファ役
- 『恋するスイーツレシピ 〜今宵、二度君は心を盗まれる〜』アンコール公演（Zepp名古屋）-辛島刑事役
- 『人狼 ザ・ライブプレイングシアター #17:DEPTH 贖罪の海 (香川公演)』（さぬき映画祭 情報通信交流館 e-とぴあ・かがわ BBスクエア）-サイファ役
- 『恋するスイーツレシピ 〜今宵、二度君は心を盗まれる〜』（品川ステラボール）-辛島刑事役
- 『人狼 ザ・ライブプレイングシアター #21:SPECIAL VILLAGE 三周年記念公演』（新宿村LIVE）-サイファ役
- 『Love Place presents〜ずっと見ていたい男子と彼氏にしたい男子を眺める会 ホワイトデーver.〜 （※ただし、イケメンに限る）』（新宿ネイキッドロフト）
- 『舞台 逆転裁判〜逆転のスポットライト〜上演記念 ファンイベント』（日本消防会館「ニッショーホール」）
- 『映画「アサシン」PRESENTS イケメン暗殺者大集合！トークイベント』（六本木ノビルデューカ）